# Fang Qiniang
Fang Qiniang (方七娘 Fāng Qīniáng) fue una artista marcial china y fundadora del estilo de kung fu Fujian baihe quan a mediados del siglo XVII. Aprendió artes marciales de su padre Fang Zhengdong, un discípulo laico de shaolin. 

## Leyenda
Según la leyenda, Fang Qiniang nació en Lishui, Zhejiang, China, durante la dinastía Ming. Su padre era Fang Zhengdong y su madre Lee Pikliung. Su padre entrenó boxeo shaolin en el templo de la montaña 9 Lot en el distrito de Ching Chiang en la provincia de Fujian. Este templo era uno de los enclaves de Shaolin de Fujian y de los revolucionarios Ming. Durante ese tiempo, el Emperador Qianlong ordenó la destrucción del Templo Shaolin del Sur y la muerte de todos los revolucionarios Ming. Fang Zhengdong fue uno de los pocos afortunados que escapó con vida. Inicialmente huyó con su familia a Pik Chui Liang para finalmente establecerse cerca del templo Ching Chu en la montaña Ching Chea en la aldea Yongchun.
Su padre murió durante una pelea con un vecino y Fa Quiniang juró vengarlo. Un día, mientras intentaba mejorar sus habilidades de lucha, vio dos grullas peleando. Ella las observó y trató de asustarlas con un palo. No pudo y meditando en ello más tarde, decidió que tenía que aprender de las grullas y desarrolló sus propias técnicas únicas a partir de la experiencia. Después de tres años de entrenamiento, se convirtió en una luchadora hábil e inusual y comenzó a ganar discípulos y desafiantes. Uno de sus retadores fue Zeng Cinshu .